# Sphaerotherium rugulosum
Sphaerotherium rugulosum är en mångfotingart som beskrevs av Brandt 1841. Sphaerotherium rugulosum ingår i släktet Sphaerotherium och familjen Sphaerotheriidae. Inga underarter finns listade i Catalogue of Life.